# Next-Generation Transit Survey

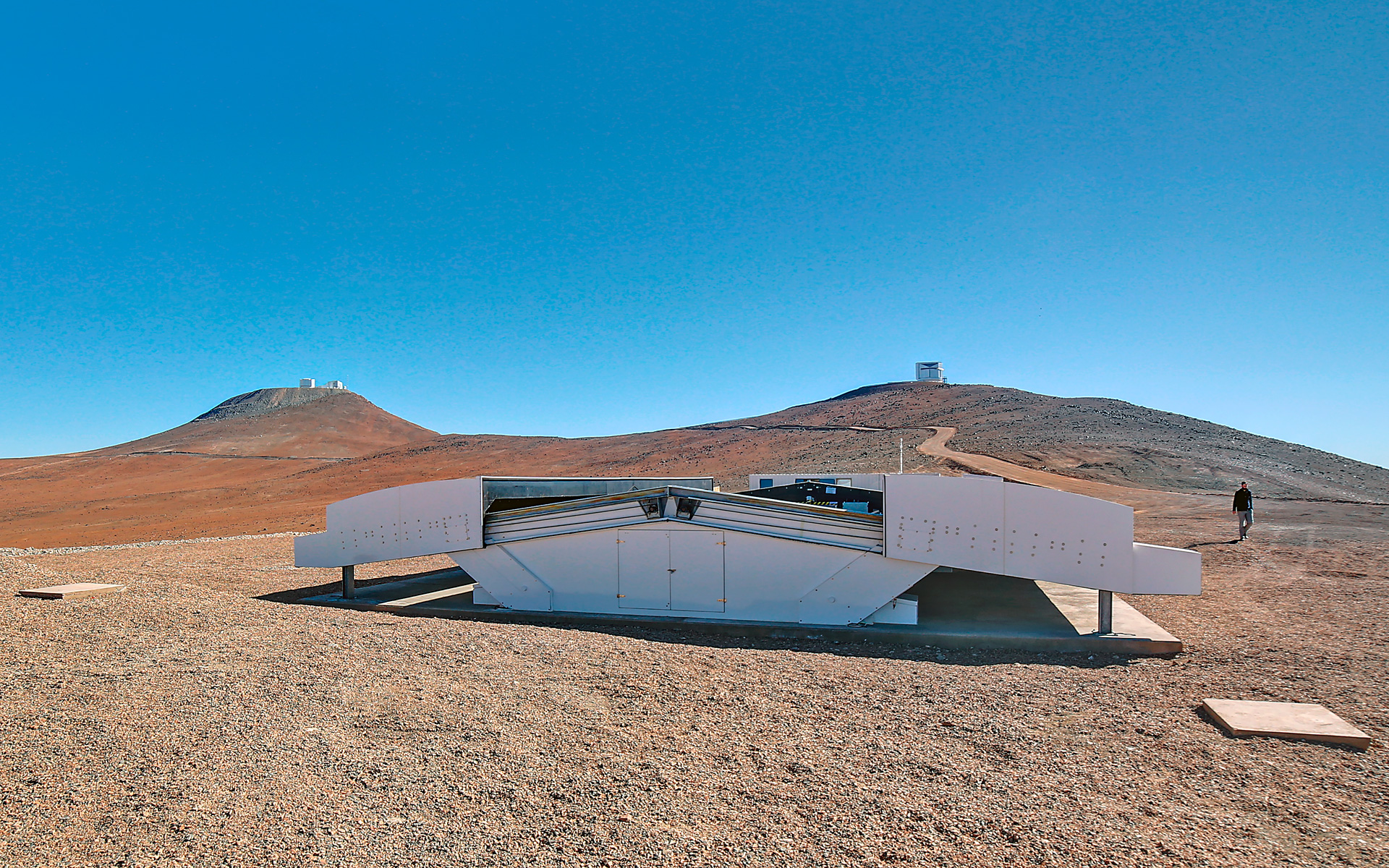
Au premier plan l'observatoire NGTS. Celui-ci est situé dans le nord du Chili près du site de l'observatoire du Paranal de l'ESO dont le VLT et VISTA visible en arrière plan.

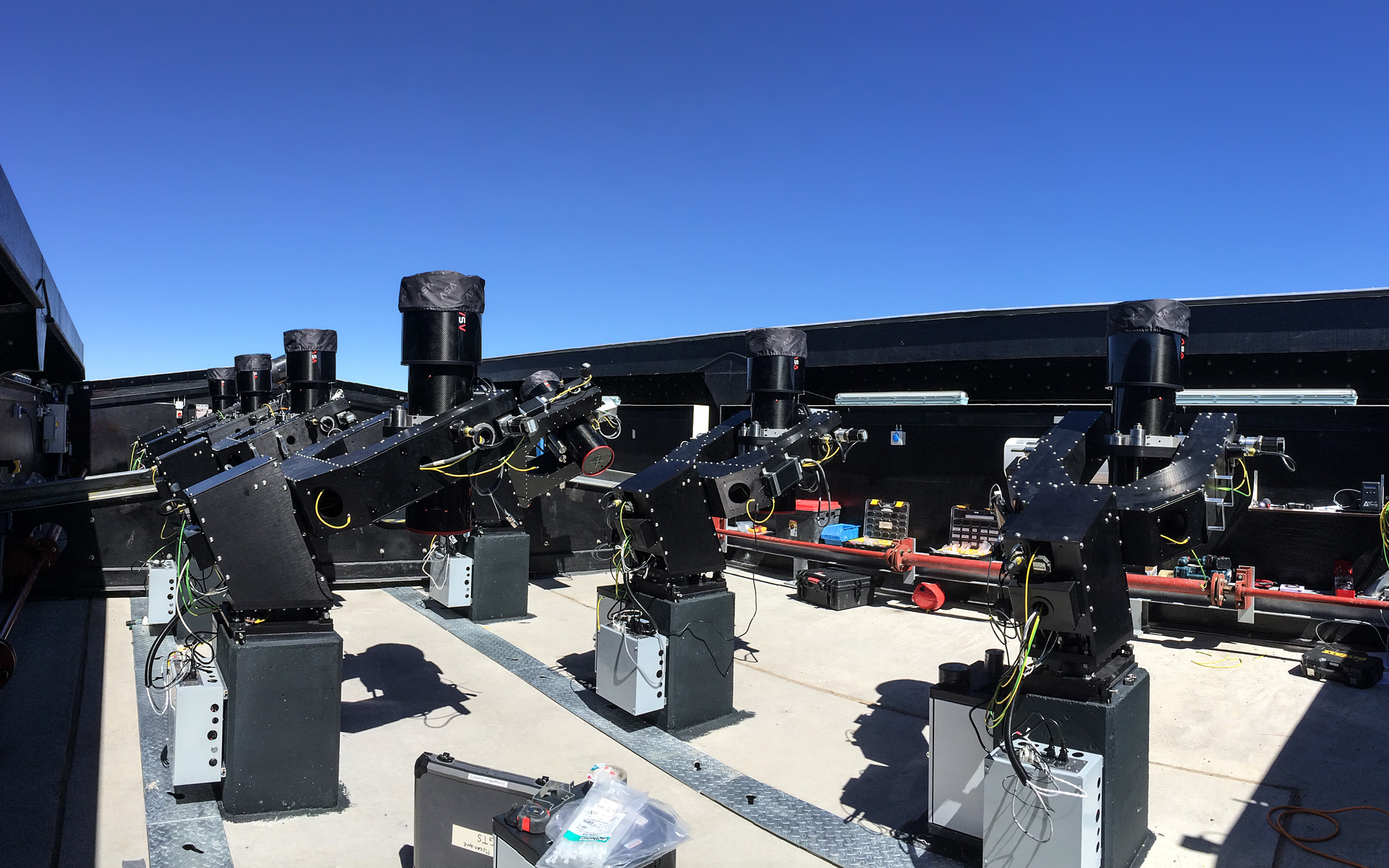
Le NGTS est constitué de 12 télescopes de 20 centimètres d'ouverture dont les observations combinées permettent d'effectuer les recherches d'exoplanète en balayant de grandes portions du ciel.

Le Next-Generation Transit Survey (nom anglais signifiant Relevé de transits de prochaine génération), en abrégé NGTS, est un programme de recherche d'exoplanètes. Ce programme de relevé astronomique utilise la méthode du transit  pour détecter des exoplanètes de la taille de Neptune tournant autour d'étoiles brillantes  de la taille de notre Soleil et des super-Terres tournant autour d'étoiles naines de type K ou M (jeunes). Les observations sont effectuées par un observatoire édifié dans ce but et constitué de 12 petits télescopes de 20 centimètres d'ouverture. L'observatoire NGTS est construit sur le site du Cerro Paranal de l'Observatoire européen austral situé au nord du Chili. La combinaison des 12 télescopes permet d'observer de manière instantanée 100 degrés carrés du ciel dans le visible et le proche infrarouge avec une sensibilité permettant de détecter une variation de magnitude apparente de un millième pour une étoile de magnitude 13. Le projet est financé par plusieurs universités et instituts de recherche européens dont l'université de Warwick, l'université de Genève et la DLR. Les observations ont débuté en avril  2016. L'objectif est de détecter une centaine de planètes pouvant devenir sujettes d'observations complémentaires par des observatoires terrestres plus puissants, qui permettront d'identifier certaines de leurs caractéristiques (composition de l'atmosphère, ...). Début 2019 la découverte de plusieurs exoplanètes par l'observatoire avait été confirmé.

## Contexte
NGTS est un projet d'observation terrestre des exoplanètes orbitant autour d'étoiles lumineuses qui prend la suite de projets comme WASP (Wide Angle Search for Planets). Il bénéficie des avancées de ce dernier projet qui depuis 2004 a joué un rôle prépondérant à l'échelle de la planète dans le domaine de la détection des planètes de la taille de Jupiter. Mais sa précision photométrique améliorée lui permet de détecter des planètes plus petites. Le projet est financé par l'université de Warwick, l'université de Genève et la DLR, l'université de Leicester, l'université Queen's de Belfast , l'université de Cambridge et le conseil des équipements scientifiques et technologiques anglais.

## Stratégie d'observation
NGTS doit observer des étoiles plus brillantes que le télescope spatial Kepler (magnitude apparente < 13) dans des longueurs d'onde optimisées (visible et proche infrarouge) pour les émissions lumineuses des étoiles naines de type K ou M (jeunes). Les statistiques élaborées à partir des données collectées par HARP et Kepler permettent d'estimer que 5% de ces systèmes solaires hébergent une planète de la taille de Neptune dont la période orbitale est inférieure ou égale à 10 jours. Il faut donc observer 40 000 étoiles pour détecter environ 100 planètes de ce type par la méthode des transits. Contrainte supplémentaire, pour que NGTS puisse les observer, il faut que les étoiles soient d'une magnitude apparente inférieure ou égale à 13. Pour les naines de type M, plus petites, la magnitude permettant d'obtenir des détections  peut descendre jusqu'à 15 (l'étoile est plus petite donc la planète obture une plus grande partie de sa lumière lorsqu'il effectue un transit). Les simulations réalisées évaluent à 140 le nombre de la planètes de taille inférieure ou égale à Neptune qui pourra être observé avec NGTS.

## Caractéristiques techniques de l'observatoire
L'observatoire NGTS a été construit en 2014/2015 sur le site du Cerro Paranal détenu par l'Observatoire européen austral (ESO) au nord du Chili. Le NGTS se trouve à environ 900 mètres de l'observatoire VISTA de l'ESO à 2 440 mètres d'altitude. Il comprend 12 petits télescopes de 20 centimètres d'ouverture orientables installés dans un bâtiment (10 × 15 mètres) disposant d'un toit ouvrant. Cette structure est réalisée en plastique à renfort de verre. Chaque télescope a un champ de vue de 3 x 3 degrés et une longueur focale de f/2,8. La combinaison des 12 télescopes permet d'observer de manière instantanée 96 degrés carrés du ciel dans le visible et le proche infrarouge (600-900 nm) avec une sensibilité permettant de détecter une variation de magnitude apparente de un millième pour une étoile de magnitude 13. NGTS utilise principalement des composants disponibles dans le commerce modifiés pour optimiser les performances. Les détecteurs de type CCD sont fournis par e2v et disposent de 4 mégapixels. Les télescopes sont des modèles H du constructeur Astro Systeme Austria tandis que les caméras sont des modèles iKon-L de la société Andor Technology.  
Les observations sont effectuées de manière complètement automatique en respectant un programme préparé à l'avance. Les relevés sont transférés au centre de données hébergé par l'Université de Warwick où elles sont analysées par des programmes utilisant des algorithmes sophistiqués. Les détections les plus fiables sont transmises à des observatoires astronomiques de plus grande taille comme le spectrographe CORALIE installé sur le télescope suisse EULER situé à La Silla. Les courbes de lumière sont conservées par le centre des archives scientifiques de l'ESO et  mises à disposition de la communauté au bout d'un délai de deux ans.

## Découvertes
NGTS-1 b, dont la découverte est annoncée le 31 octobre 2017, est la première exoplanète trouvée grâce au Next-Generation Transit Survey.
| Objet découvert | Type des objets découverts                                               | Année de découverte | Référence             |
| --------------- | ------------------------------------------------------------------------ | ------------------- | --------------------- |
| NGTS-1 b        | Jupiter chaud                                                            | 2017                | Bayliss et al. (2017) |
| NGTS-2 b        | Jupiter chaud                                                            |                     | Raynard et al. (2018) |
| NGTS-3 Ab       | Jupiter chaud autour de la principale des deux étoiles du système NGTS-3 |                     | Günther et al. (2018) |
| NGTS-4 b        | Neptune chaud dense                                                      | 2018                |                       |
| NGTS-5 b        | Planète subjovienne                                                      | 2019                |                       |
| NGTS-6 b        | Jupiter ultra-chaud                                                      | 2019                | Vines et al. (2019)   |
| NGTS-7 b        | Naine brune                                                              | 2020                |                       |
| NGTS-8 b        | Planète jovienne                                                         | 2019                |                       |
| NGTS-9 b        | Planète jovienne                                                         | 2020                |                       |
| NGTS-10 b       | Planète jovienne                                                         | 2020                |                       |
| NGTS-11 b       | Planète jovienne                                                         | 2020                |                       |
| NGTS-12 b       | Planète jovienne                                                         | 2020                |                       |
| NGTS-13 b       | Planète jovienne                                                         | 2021                |                       |
| NGTS-14 b       | Planète jovienne                                                         | 2021                |                       |